# 谷佳樹
谷 佳樹（たに よしき、1987年6月8日 - ）は、日本の俳優。大阪府出身。愛称は、谷やん、お谷、たにーに。

## 人物
ぐらん という名前の犬を飼っている。犬種はミニチュアシュナウザー。
俳優の上田堪大とはワークショップがきっかけで親友となり、舞台『金色のコルダBlue♪Sky』で初共演となった。
俳優の碕理人と仲が良い。週4で一緒にラーメンを食べに行っていた。また最寄りの駅が同じだが家が反対方向で、話したいがために遠回りになっても互いの家のほうにまわって帰ることもしばしばあった。一緒にいてしゃべらない時間が苦痛でなく、互いに1時間くらいずっとスマホを見ていることもある。
写真集のタイトル『たにみち』の由来は、「『僕が役者としてスキルアップするために』というのがテーマで、マネージャーと2人で一緒に考えました。ファンの方には、舞台を全通する方もいれば、一公演だけ見るという方もいて、僕の中ではファンの中での差はないと思っているので、自分のペースでいいから、俺の歩いた道をついてきてねという思いを込めて『たにみち』というタイトルにしました。」と語っている 。
ファンのことを指して『谷友』と呼ぶ。
好きな季節は秋で、理由は美味しいものが多くて金木犀の香りが好きだから。嫌いな季節は冬で、理由は寒いし滑ったら危険だから。なお、春は好きで夏は暑いから嫌いとのこと。好きな香りはラベンダー、金木犀、ゆず。神社・仏閣が好き。
共演者からのあだ名は『谷やん』。名付け親は山本侑平で、ウェーブマスターに所属するきっかけともなった人物。また、山本がリーダーを務める演劇ユニット『ACTI☆N!』に所属している。（現在は活動休止中）
尊敬する役者はウェーブマスターの先輩である平野良。
2023年4月末日をもって所属していた株式会社ウェーブマスターを離れ、フリーとなる。
2023年6月8日、自身の誕生日に自身初となるオリジナルブランド『taniCo.』を立ち上げる。
2023年10月3日〜9日までの7日間、Gallery Mejiroにて初の個展『Co.re 2023 〜芯〜』を開催。
2025年2月2日、『ラビレター合同会社』を設立する。

## 舞台

### 2013年
- 婚活の達人（2013年3月6日 - 10日、劇場MOMO）
- SING!（2013年6月5日 - 9日、東京芸術劇場 シアターウエスト / 6月14日 - 16日、世界館）
- 大正浪漫探偵譚（2013年7月27日 - 8月1日、八幡山ワーサルシアター）

### 2014年
- WILD HALF（2014年1月9日 - 11日、コア・いけぶくろ）- 和泉秀司 役
- LOVEどきゅ〜ん15（2014年1月29日 - 2月2日、笹塚ファクトリー）
- ただ、ごく稀な非日常という名のイデア（2014年2月27日 - 3月2日、王子MON★STAR）
- 劇団6番シード第57回公演『オレンジ新選組』（2014年5月2日 - 11日、シアターKASSAI）- 山岸慎太 役
- GEKIIKE本公演第5回『宵闇に咲く雨』（2014年10月3日 - 14日、シアター風姿花伝）- 伝七 役[10]

### 2015年
- Asterism vol,01『アルビノ』（2015年1月21日 - 25日、シアター風姿花伝）- 右京富大 役[11]
- 御手洗さん（2015年4月22日 - 26日、シアター711）- CEO 役
- GEKIIKE本公演第7回『月下燦然ノ星-帝都奇譚-』（2015年10月15日 - 26日、シアターグリーン Box in Box）- 宮沢理一 役[12]
- 音楽劇『金色のコルダBlue♪Sky First Stage』（2015年9月4日 - 9月13日、全労済ホール／スペース・ゼロ）- 八木沢雪広 役

### 2016年
- 第2回 SANETTY Produce『Over Smile』（2016年2月10日 - 15日、新宿村LIVE）- 主演・オウレイ 役[13]
- 2.5次元ダンスライブ『ツキウタ。』ステージ Ver.WHITE（2016年4月23日 - 5月1日、星陵会館ホール）- 長月夜 役[14]
- 第3回 SANETTY Produce『ハンズ アップ』（2016年5月25日 - 29日、新宿村LIVE）- 主演・安里悠児 役[15]
- 朗読ミュージカル『あやかしの巻』（2016年8月15日、大井町きゅりあん 小ホール）
- 音楽劇『金色のコルダ Blue♪Sky Prelude of 至誠館』（2016年9月28日 - 10月2日、シアター1010）- 主演・八木沢雪広 役
- 2.5次元ダンスライブ『ツキウタ。』ステージ 第2幕『月歌奇譚〜夢見草〜』（2016年9月27日 - 10月31日、六本木ブルーシアター）- 長月夜 役[16]
- ツキプロ祭・冬の陣  2.5次元ダンスライブ ツキステ。『LUNATIC LIVE』（2016年12月4日、パシフィコ横浜 国立大ホール）- 長月夜 役[17]
- 音楽劇『金色のコルダBlue♪Sky Second Stage』（2016年12月8日 - 18日、全労済ホール／スペース・ゼロ）- 八木沢雪広 役

### 2017年
- ホットポットクッキング Presents vol.2『憑依だよ！栗山ハルコさん！』（2017年1月13日 - 19日、赤坂RED/THEATER）- 大谷 役[18]
- 朗読劇 旅猫リポート（2017年1月25日 - 29日、博品館劇場） - 主演・ナナ 役 / サトル 役
- 2.5次元ダンスライブ『ツキウタ。』ステージ TRI！『SCHOOL REVOLUTION!』 Ver.WHITE（2017年3月17日 - 26日、博品館劇場）- 長月夜 役[19]
- 『プリンス・オブ・ストライド THE LIVE STAGE』エピソード2（2017年4月22日 - 30日、シアター1010 / 5月5日 - 7日、森ノ宮ピロティホール）- 堂園志貴 役[20]
- 『プリンス・オブ・ストライド THE LIVE STAGE』エピソード3（2017年6月17日 - 25日、シアター1010 / 6月30日 - 7月2日、森ノ宮ピロティホール）- 堂園志貴 役
- イムリ（2017年7月26日 - 31日、俳優座劇場）- 主演・ミューバ 役
- 4S企画 Presents THRee'S[スリーズ]（2017年9月15日 - 24日、CBGKシブゲキ!!）- 主演・劉備玄徳 役[21]
- 2.5次元ダンスライブ『ツキウタ。』ステージ 第4幕『Lunatic Party』（2017年10月11日 - 15日、六本木ブルーシアター）- 長月夜 役[22]
- 『LUNATIC LIVE 2017 in SHANGHAI』（2017年10月21日 - 22日、MODERN SKY LAB）- 長月夜 役[23]
- 2.5次元ダンスライブ『ツキウタ。』ステージ 第5幕『Rabbits Kingdom』（2017年11月30日 - 12月3日、サンケイホールブリーゼ / 12月7日 - 22日、AiiA 2.5 Theater Tokyo）- 長月夜 役[24]
- トライフルエンターテインメントプロデュース 舞台『ピッッツァ☆』（2017年12月27日、シアターサンモール） - 月夜見流星 役[25][26]

### 2018年
- 『TSUKISTA. Memorial Tour 2018』（2018年2月13日・14日、EX THEATER ROPPONGI / 2月16日 - 18日、日テレらんらんホール / 2月24日 - 25日、信義劇場Legacy Max / 3月2日 - 3日、オリックス劇場 / 3月4日、豊田市民文化会館大ホール / 3月10日 - 11日、仙台GIGS）- 長月夜 役[27]
- 音楽朗読劇『ジキルVSハイド』（2018年3月24日、TOKYO FM HALL）- 主演・ジキル博士&ハイド氏 役
- 舞台『乱歩奇譚 Game of Laplace ～パノラマ島の怪人～』（2018年4月13日 - 22日、シアターサンモール） - ハシバソウイチ 役
- 舞台『信長の野望・大志 春の陣 〜天下布武〜 金泥の首』（2018年5月16日 - 27日、CBGKシブゲキ!!）- 明智光秀 役
- 『BOYS☆TALK』第3弾（2018年6月7日 - 17日、CBGKシブゲキ!!）- カニやん 役[28]
- Entertainment Live Stage SEPT×オバケストラ 舞台『オバケストラ！』（2018年7月11日 - 16日、シアターサンモール）- 主演・ファー・ジャルグ 役[29]
- 音楽朗読劇『シラノ』（2018年8月8日・10日、TOKYO FM HALL）- クリスチャン役 / 主演・シラノ 役
- 増田こうすけ劇場 ギャグマンガ日和 向かい風 100％（2018年9月5日 - 9日、渋谷区文化総合センター大和田 伝承ホール）- 主演・夢野カケラ 役[30]
- ミュージカル『ふしぎ遊戯-蒼ノ章-』（2018年10月13日 - 21日、全労済ホール／スペース・ゼロ）- 星宿 役[31]
- 舞台『信長の野望・大志 冬の陣 〜王道執行〜 騎虎の白塩編』（2018年11月8日 - 12日、シアター1010）- 明智光秀 役
- 舞台『pet』─壊れた水槽─（2018年12月5日 - 9日、草月ホール）- 悟 役

### 2019年
- 妖怪アパートの幽雅な日常（2019年1月11日 - 27日、紀伊國屋サザンシアター TAKASHIMAYA）- 一色黎明 役[32]
- 舞台『文豪とアルケミスト 余計者ノ挽歌』（2019年2月21日 - 28日、シアター1010 / 3月9日 - 10日、京都劇場）- 志賀直哉 役
- ミュージカル『悪ノ娘』（再演）（2019年4月6日 - 14日、あうるすぽっと）- カイル 役[33]
- 舞台『信長の野望・大志 夢幻 〜本能寺の変〜』（2019年5月18日、戸田市文化会館[プレビュー公演] / 5月21日 - 26日、シアター1010）- 主演・明智光秀 役
- 『BOYS☆TALK』第4弾（2019年6月5日 - 9日、全労済ホール／スペース・ゼロ）- カニやん 役[34]
- 舞台『アオアシ』（2019年7月11日 - 15日、シアター1010）- 橘総一朗 役
- 舞台『pet』─虹のある場所─（2019年7月29日 ‐ 8月4日、神田明神ホール） - 悟 役
- 舞台『DARKNESS HEELS〜THE LIVE〜』（2019年9月13日、新座市民会館 / 2019年9月18日 - 23日、シアター1010）- ジャグラス ジャグラー 役[35]
- 舞台『OZMAFIA!! ～sink into oblivion～』（2019年10月23日 - 27日、全労済ホール／スペース・ゼロ）- キリエ 役
- 舞台『BIRTHDAY』（2019年11月27日 - 12月1日、全労済ホール／スペース・ゼロ）- ニー 役[36]
- 舞台『文豪とアルケミスト 異端者ノ円舞』（2019年12月27日 - 29日、森ノ宮ピロティホール / 2020年1月8日 - 13日、ステラボール）- 主演・志賀直哉 役

### 2020年
- 舞台『イケメン源氏伝 あやかし恋えにし ～義経ノ章～』（2020年2月14日 - 20日、三越劇場）- 玉藻 役[37][38]
- イケメンヴァンパイア 偉人たちと恋の誘惑 THE STAGE ～Episode.1～（2020年4月9日 - 12日、さくらホール / 4月17日 - 20日、TTホール）- ヴラド 役 ※新型コロナウイルスの影響で公演延期
- 舞台『しょうぐん 天晴れェド！～喝采～』（2020年5月13日 - 17日、ニューピアホール）- 十二代 家慶 役[39]※新型コロナウイルスの影響で公演中止
- 舞台『信長の野望・大志 ～最終章～ 群雄割拠 関ヶ原』（2020年6月4日 - 9日、シアター1010）- 明智光秀 役  ※新型コロナウイルスの影響で公演延期
- 舞台『剣が君-残桜の舞-』（2020年7月8日 - 12日、シアター1010）- 縁 役[40]
- GEKIIKE本公演第11回『HIT LIST』（2020年8月26日 - 30日、全労済ホール／スペース・ゼロ / 9月4日 - 6日、ABC Hall / 9月11日 - 13日、北九州芸術劇場中劇場）- 長瀬健人 役[41]
- 第6回『花の◯年組』（2020年9月20日、KFCホール）
- 舞台『ハンズアップ』（2020年11月18日 - 23日、シアター1010）- 主演・安里悠児 役
- 舞台『サイコーのパス』（2020年12月16日 - 20日、ザ・ポケット）[42]

### 2021年
- CEDAR Produce vol.6『わが友ヒットラー』（2021年1月16日 - 24日、シアター風姿花伝）- ヒットラー 役 ※新型コロナウイルスの影響で公演延期
- 朗読劇『うち劇 マトリョーシカの微笑～禁断の果実編～』（2021年2月20日、オンライン配信）- 山之内 役（昼公演）、堂本 役（夜公演）
- イケメンヴァンパイア◆偉人たちと恋の誘惑 THE STAGE ～Episode.1～（2021年4月23日 - 29日、シアター1010）- ヴラド 役[43] ※新型コロナウイルスの影響で28日・29日公演は無観客公演のオンライン配信に変更
- 舞台『剣が君-残桜の舞-』（2021年6月2日 - 6日、こくみん共済 coop ホール／スペース・ゼロ）- 縁 役
- 舞台『信長の野望・大志 ～最終章～ 群雄割拠 関ヶ原』（2021年7月23日 - 29日、かめありリリオホール）- 明智光秀 役
- 朗読劇 トップスまであと5秒！～伝説の舞台版『ダブルブッキング！』より～（2021年9月6日・7日、新宿シアタートップス）- 男1 役[44]
- 神ミタイナ時間（2021年10月27日 - 31日、CBGKシブゲキ!!）- 主演・槙本 役
- 舞台『滄海天記・序篇～天月、闇に墜つ～』（2021年12月8日 - 13日、シアター1010）- ナギサ 役[45]

### 2022年
- スマホ連動“ヒロイン体験 朗読劇”『恋人は公安刑事』from 100シーンの恋（2022年1月13日、赤坂RED/THEATER）- 石神秀樹 役
- 告白（2022年1月18日 - 2月4日、浅草九劇）- 主演・春日恵輔 役[46]
- CEDAR Produce vol.9『わが友ヒットラー』（2022年3月19日 - 27日、すみだパークシアター倉）- 主演・ヒットラー 役
- 舞台『アオアシ』（2022年5月18日 - 22日、こくみん共済 coop ホール／スペース・ゼロ）- 月島亜希 役[47]
- 音楽劇『Zip & Candy』（2022年6月9日 - 14日、かめありリリオホール）- ジアース 役[48]
- 朗読劇『うち劇 ラストアンコール』（2022年7月2日、オンライン配信）- 海(うみ) 役
- 朗読劇『うち劇 マトリョーシカの微笑～禁断の果実編～』（2022年7月3日、オンライン配信）- 桐生 役
- 永久保貴一の極めて怖い話-朗読劇舞台-（2022年7月16日 - 18日、浅草花劇場）※18日のみ出演[49]
- SEPT Presents A Story of ReAnimation『ReverSing』（2022年8月18日 - 22日、こくみん共済 coop ホール／スペース・ゼロ）- 灰馬 役[50]
- 新感覚恋愛×マーダーミステリー劇『Love Letter for You』（2022年9月3日 - 5日、EX THEATER ROPPONGI）- 山田凛 役 ※3日のみ出演
- 舞台『DARKNESS HEELS～THE LIVE～2022』（2022年9月15日 - 20日、シアター1010）- ジャグラス ジャグラー 役[51]
- 音楽劇『ジェイド・バイン』（2022年11月17日 - 23日、シアター1010）- ウィリアム・ハリソン 役[52]
- 舞台『ニュー熱海国際ホテル』（2022年12月24日 - 31日、シアターサンモール）- 主演・本田宗介 役[53]

### 2023年
- 画狂人 北斎 - 峰岸凜汰 役[54]
  - 東京・墨田区プレビュー公演 2023年2月2日 - 4日、曳舟文化センター
  - 札幌公演 2023年2月8日、カナモトホール（札幌市民ホール）
  - 京都公演 2023年2月12日、ロームシアター京都サウスホール
  - 広島公演 2023年2月15日、JMSアステールプラザ 中ホール
  - 石川・金沢公演 2023年2月22日 - 23日、北國新聞赤羽ホール
  - 枚方公演 2023年2月25日、枚方市総合文化芸術センター小ホール
  - 池田公演 2023年2月28日、池田市民文化会館(アゼリアホール)
  - 吹田公演 2023年3月2日、吹田市文化会館(メイシアター)
  - 鹿児島公演 2023年3月5日、霧島市民会館
  - 福岡公演 2023年3月7日、ももちパレス(福岡県立ももち文化センター)
  - 秋田公演 2023年3月11日、あきた芸術劇場ミルハス 大ホール
  - 長野・小布施公演 2023年3月18日 - 19日、小布施町北斎ホール
  - 東京凱旋公演 2023年3月22日 - 26日、紀伊國屋ホール
- キ上の空論 #18『けむりの肌に』（2023年4月7日 - 16日、CBGKシブゲキ!!）- 平田理人 役[55]
- 舞台『モグリ〜潜水艦でGO〜』（2023年5月24日 - 28日、赤坂 RED/THEATER）- 主演[56]
- 狂音文奏学『文豪メランコリー』（2023年6月29日 - 7月9日、六行会ホール）- 石川啄木 役 ※6月29日 - 7月1日ゲスト出演[57]
- 舞台『THE面接』（2023年7月13日 - 7月17日、伝承ホール）- 大久保 役[58]
- 舞台『劇場を潰すな！』（2023年8月9日 - 14日、コフレリオ新宿シアター） - 社会葉太郎 役[59]

### 2024年
- Last Stage『売春捜査官』（2024年1月18日、シアターKASSAI）[60]
- 32×812『BAUMバウム』（2024年1月24日 - 28日、SAiSTUDIOコモネA）[61]
- 役替わり朗読劇『5 years after』（2024年2月20日 - 25日、赤坂RED/THEATER）- 主演・水川啓人 役、他※回ごと役替わり[62]
- 朗読劇『星今宵』（2024年3月13日 - 17日、APOCシアター）- 彦星 役 / 語り/織姫の父 役
- 10・Quatre vol.17『昏の将星 朱の罪人』～くれのしょうせい あけのつみびと～（2024年4月3日 - 7日、ザ・ポケット）-  鳴滝屋水簾 役
- 舞台『文豪とアルケミスト 旗手達ノ協奏』（2024年6月6日 - 16日、シアターH / 6月21日 - 23日、京都劇場）- 主演・志賀直哉 役[63]
- 音楽朗読劇『手紙』（2024年9月4日 - 8日、博品館劇場）- 寺尾祐輔 役[64]
- 舞台『アテルイ』（2024年10月9日 - 10月13日、こくみん共済 coopホール／スペース・ゼロ）- 坂上田村麻呂 役

### 2025年
- 舞台『赤塚不二夫スクラップブック』（2025年4月15日 - 4月20日、CBGKシブゲキ!!）[65]- 松野チョロ松 役 ※TEAM A

- 朗読劇『桜桃探偵舎』（2025年5月3日 - 5月5日、日経ホール）- 中原中也 役 ※5月5日のみ[66]
- アメツチ×@ emotion presents Remix stage『ももがたり』（2025年7月31日 - 8月4日、シアターサンモール）-  主演・桃太郎 役[67]
- 朗読劇『不条理な人々』（2025年8月5日 - 8月11日、テアトルBONBON）
- 10・Quatre 25周年記念公演『戦乱華霊廟散 せんらんのはなれいびょうにちる』（2025年9月24日 - 28日、六行会ホール）

## TV
- 世界史ちゃんTV 〜何となく歴史が学べるVTR〜（2014年12月） - オーストリア 役
- ツキステ。TV  第4回 - 第6回（2017年4月26日-5月10日、TOKYO MX）
- 歴史漫才 ヒストリーズ・ジャパン（2017年7月-9月、東名阪ネット6） - 天草四郎 役
- 戦国炒飯TV ～なんとなく歴史が学べる映像～（2020年8月-、TOKYO MX 他） - 毛利元就 役、サウザンド利休 役
- 闇芝居(生)（2020年9月9日-、テレビ東京）

## 映画
- 四畳半のジェメオス（2020年6月公開） - 出演・ヤマト / 皆見亨介 役[68]
- 浅草花やしき探偵物語 神の子は傷ついて（2020年7月10日公開）- 青田康雄 役
- 映画「神ミタイナ時間」（2021年10月公開）- 槙本 役
- 映画『ボクらの島冒日記』（2022年8月14日公開）

## CM
- 明和不動産グループ『クレジット払い』男性篇（2014年7月）

## ラジオ
- usen『舞台やろうっ！』（2015年10月-12月）
- 上田堪大と谷佳樹のラジオiNEWS（2019年8月13日）
- SCaNDaLの今夜はノースキャンダル！（2020年2月12日-、アプリ『マンガPark』ラジオページ）- 東雲きよし 役

## ネット配信
- 『平野良のおもいッきり木曜日』第三十七夜（2018年4月12日、ニコニコ生放送）
- 谷佳樹の『えほんのまど』（2018年5月30日 - 、SHOWROOM）
- エンタの裏（2018年10月10日、ニコニコ生放送）
- じゅっきま！#33（2019年5月9日、ニコニコ生放送）
- キャストサイズチャンネル5周年記念ドラマ『East End CARNIVAL 浅草花やしき探偵物語 ～prologue～』（2019年7月24日-27日）- 青田康雄 役
- キャスト＆スタッフ生出演 舞台『ULTRAMAN DARKNESS HEELS ～THE LIVE～』開幕直前 稽古場から生放送（2019年9月4日、ニコニコ生放送）
- 舞台『OZMAFIA!! ～sink into oblivion～ 』本番直前特別番組（2019年10月17日、ニコニコ生放送）
- 第1回『碕理人のふらっとおいでやす。』（2020年組2月28日、ONSTAGE）
- イケシリ舞台公式情報ルーム イケメンヴァンパイア THE STAGE～大阪初上陸記念配信！～（2020年3月21日、ニコニコ生放送）
- 第119回『キャストサイズニュース』（2020年4月15日、ニコニコ生放送）
- 第4回『花の〇年組』（2020年4月27日、ニコニコ生放送）
- おうちで喜劇公演『コントショー』（2020年5月22日、Zoom）
- 2.5次元ナビ！特別版LIVE配信SP（2020年5月31日、日テレプラス公式YouTube）
- ONLINE BIRTHDAY PARTY（2020年6月8日）
- エンゲキノマド『フェイス FACE／FAITH』（2020年6月16日-22日、ぴあライブストリーム）
- リーディングシアターVol.1 RAMPO in the DARK（2020年7月10日、Streaming＋）
- おうちで喜劇公演第2段『コントショー レインバンド編』（2020年6月29日、Zoom）
- おうちで喜劇公演第3段『コントショー 特別リクエスト公演～サマースイートホテル～』（2020年8月23日、Streaming＋）
- ボクラ団義ツイキャス（2020年9月9日、TwitCasting）
- すずきとよしおか コラボ配信（2020年9月15日、SHOWROOM）
- 第6回『花の◯年組』（2020年9月20日、ニコニコ生放送）
- 第10回『GAKUなしBrother's』（2020年9月25日、ニコニコ生放送）
- ドラマ生配信イベント 『闇芝居 宴(えん)～愉しい宴をお届けします～』（2020年10月24日・31日、Streaming＋）
- THE INSTANT（2020年11月1日、ぴあライブストリーム）

## 個人DVD
- 谷佳樹1st DVD『たにみち』（2019年8月23日発売）

## 写真集
- 谷佳樹 1st写真集『谷素』（2019年10月31日発売）

## 声優
- 不祥事アイドル（2020年2月-） - 東雲きよし 役
- Nintendo switchゲーム「滄海天記」（2022年12月8日発売） - ナギサ 役

## 絵本作品
- 『せっけんのソップとよっちゃん』（2020年8月）